# Scorțeni, Telenești
Scorțeni este un sat situat în partea central-estică a Republicii Moldova, în raionul Telenești.

## Istorie
Satul apare în documentele scrise pentru prima dată cu denumirea Scorțești:
„Eu, Trifan, și cu femeia mea, Odochia din Scortești, mărturisesc cu, la moartea mea, cum am chemat pre dohovnicul meu, părintele, popa Andrei, de m-am ispoveduit, și am chemat și pre văru-meu, pre Ghervasie, și i-am învățat ca să mă grijească, deacă voiu muri. Cu altă n-am avut cu ce, ce am o vie părăsită la Scorțește....

Leat 7143 <1635> luna Martie, ziua 9.

Pârcălab, eu, Oprea, am scris.”

## Administrație și politică
Componența Consiliului local Scorțeni (11 consilieri), ales la 5 noiembrie 2023, este următoarea:
|  | Partid                            | Consilieri | Componență | Componență | Componență | Componență | Componență | Componență |
|  | --------------------------------- | ---------- | ---------- | ---------- | ---------- | ---------- | ---------- | ---------- |
|  | Partidul Acțiune și Solidaritate  | 6          |            |            |            |            |            |            |
|  | Partidul Social Democrat European | 4          |            |            |            |            |            |            |
|  | Platforma Demnitate și Adevăr     | 1          |            |            |            |            |            |            |

## Personalități

### Născuți în Scorțeni
- Axinte Frunză (1859–1933), revoluționar, profesor și scriitor basarabean
- Andrei Palii (1940–2021), agronom moldovean.